# Parafia Najświętszego Serca Pana Jezusa w Rększowicach
Parafia Najświętszego Serca Pana Jezusa w Rększowicach – parafia rzymskokatolicka znajdująca się w archidiecezji częstochowskiej, w dekanacie Blachownia, erygowana w 1982 roku.